# Fritz Houtermans
Friedrich Georg (Fritz) Houtermans (né le 22 janvier 1903 à Zoppot près de Dantzig, mort le 1er mars 1966 à Berne) est un physicien nucléaire allemand, actif en géochimie et en cosmochimie.

## Biographie

### Origines familiales et enfance
Son grand-père paternel, Joseph Cornelius Houtermans (1848-1921), est un Hollandais originaire de Voroendaal. Architecte, il acquiert une fortune considérable. Il travaille pour l'empereur Guillaume Ier et construit le port militaire de BremerHaven puis Fort Torun. II s'établit ensuite à Dantzig où il fait fortune dans l'immobilier. Catholique, il épouse une Allemande, Lotte Strathmann, qui donne naissance à un fils : Oscar (1878-1936). Ce dernier n'aime pas ce prénom et se fait appeler Otto. Il nait à Dantzig, y fait des études de droit et devient banquier. Il se marie à Elsa Waniek (1878-1942), dont la mère était une Karplus (en), et qui est détentrice de l'un des premiers doctorats féminins autrichiens. Ils donnent naissance à Fritz leur fils unique en 1903. Après 3 ans de mariage, Elsa, insatisfaite de la vie intellectuelle de Sopot, divorce et retourne à Vienne dans sa famille en emmenant le petit Fritz avec elle (1905). Fritz ne reverra son père que 12 ans plus tard à l'âge de 15 ans (son père s'étant remarié et ayant fait un tour du monde). À Vienne, Elsa et Fritz habitent dans le même immeuble que sa sœur et sa famille, Fritz dira qu'il a ainsi eu « 2 mères ». Elsa reprend ses études et passe une thèse en chimie et biologie, ce qui lui permet d'enseigner à la faculté durant la Première Guerre mondiale.

### Études
Après la guerre, elle se tourne vers les lettres, la religion hindoue et fréquente Sigmund Freud qui psychanalyse Fritz. À l'école, Fritz se fait comme ami Rudolf Serkin et Alexander Weißberg-Cybulski (de). Dès 1917, il écrit des articles dans des revues socialistes et après avoir lu à haute voix le Manifeste du Parti communiste dans la cour du lycée pour le 1er mai, il est renvoyé. Il finit sa scolarité dans un lycée progressiste allemand à Wickersdorf où il rencontre Heinrich Kurella (futur rédacteur en chef du Rote Fahne et de l'Inprecor) et Irmine von Holten (future femme de Robert Atkinson). De 1922 à 1927 Fritz étudie la physique à l'université de Göttingen. C'est là, durant un séminaire de James Franck, qu'il rencontre Charlotte Riefenstahl, la fille d'un éditeur.

### Œuvre
Il travaille avec George Gamow à l'université de Göttingen sur l'effet tunnel quantique (1928). Il est professeur à la Technische Hochschule de Berlin de 1932 à 1933, assistant de Gustav Ludwig Hertz. En 1929, avec Robert d'Escourt Atkinson, il produit le premier calcul correct d'une réaction thermonucléaire stellaire.
Entre 1940 et 1945, travaillant au Forschungsinstitut Manfred von Ardenne, Houtermans montre que les isotopes transuraniques, tels que le neptunium ou le plutonium, peuvent être utilisés comme matière fissile à la place de l'uranium. Il est conscient que son rapport d'août 1941 peut aider les recherches atomiques sous le Troisième Reich dans le cadre du « projet Uranium » (Uranprojekt). En octobre 1941, les nazis le forcent à prendre la direction de l'Institut national de physique et de technologie de Kharkiv, ce qui suscite sa crainte que la bombe atomique tombe entre les mains des nazis. Il profite en 1941 de la fuite de son collègue juif Fritz Reiche (en) vers les États-Unis pour faire passer un message oral aux physiciens travaillant à la bombe à Los Alamos. Il leur dit de se dépêcher car un grand nombre de physiciens allemands travaille intensément sur une bombe à l'uranium sous la direction de Heisenberg.
De 1945 à 1952, il retourne à Göttingen (Institut de physique théorique), puis en 1952 est nommé professeur ordinaire à l'Université de Berne, où il reste jusqu'à sa mort en 1966, d'un cancer du poumon.

### Politique
Houtermans était membre du parti communiste allemand dès les années 1920. À l'arrivée d'Hitler au pouvoir en 1933 son épouse Charlotte Riefenstahl (sans rapport avec Leni Riefenstahl) souhaite qu'ils quittent l'Allemagne. Houtermans a en effet un de ses grands-parents qui était juif. Ils partent en Grande-Bretagne en 1933, puis émigrent en Union soviétique en 1937. Il est arrêté par le NKVD en 1937 lors des Grandes Purges. Il est remis à l'Allemagne en 1940 en application du pacte germano-soviétique, et emprisonné à Berlin en mai 1940 ; il est relâché en août grâce à l'intervention de Max von Laue.

## Postérité
Depuis 1973, un cratère lunaire porte son nom (en).
Depuis 1990, l'association européenne de géochimie (en) (EAG) décerne lors de la conférence Goldschmidt le prix Houtermans (en) à un scientifique, en reconnaissance à une contribution exceptionnelle à la géochimie.